# Corale Gran Sasso
La Corale Gran Sasso è un coro polifonico a voci miste fondato a L'Aquila nel 1951 dal maestro Paolo Mantini. Il coro si è esibito molte volte all'estero, in particolare nell'ambito dell'Europeade del Folklore, in Germania, Austria, Belgio, Svizzera, Francia, Spagna, Portogallo, Grecia, Polonia, Danimarca, Lettonia, Estonia, Venezuela, Svezia ed ha partecipato ad importanti spettacoli e rassegne nazionali radiofoniche e televisive della RAI e di Mediaset. Inoltre ha collaborato con l'Orchestra Filarmonica di Olsztyn e l'Orchestra Arturo Toscanini di Parma e collabora tuttora con l'Istituzione Sinfonica Abruzzese.
Organizza annualmente dal 2007 la Rassegna Nazionale Canti e Danze Popolari "Città dell'Aquila".
Nel 2021 per i 70 anni di attività riceve il Sigillo della città dell'Aquila. 
L'attuale Presidente è il Prof. Sebastiano Santucci.
Direttore è il M° Carlo Mantini, figlio del fondatore, attualmente docente al Conservatorio di Musica "A. Casella" dell'Aquila. 

## Storia
Fondata nel 1951 dal maestro Paolo Mantini, la Corale Gran Sasso è uno dei cori più antichi d’Abruzzo. Inizialmente composto da sole voci maschili, eseguiva canti del folklore abruzzese nello stile dei canti di montagna. Nel 1956, con la denominazione Polifonica Aquilana “S. Cecilia”, si arricchisce delle voci femminili e si dedica al repertorio polifonico. Nel 1966 si costituì con regolare atto giuridico assumendo l’attuale denominazione.
Repertori abituali sono: il folklore, aperto alle più varie testimonianze dell’arte popolare (abruzzese, nazionale ed internazionale), la polifonia sacra e profana, opere sinfonico-corali. Innumerevoli sono le esibizioni in Italia e all’estero, partecipando a festival e rassegne prestigiose e a trasmissioni radiofoniche e televisive RAI e Mediaset. 
Ha inciso tre L.P. con brani del folklore aquilano e abruzzese. Ha eseguito le pagine più importanti del repertorio sinfonico-corale collaborando con importanti istituzioni quali: l’Orchestra Sinfonica Abruzzese, l’Orchestra Filarmonica di Olsztyn (Polonia), la Società Aquilana dei Concerti “B. Barattelli”, l’Orchestra “A. Toscanini” di Parma, I Solisti Aquilani, la Banda Musicale della Polizia di Stato, la Banda di Stato dell’Esercito Italiano e la Banda Musicale di Stato della Guardia di Finanza. Ha collaborato con altre prestigiose istituzioni quali il Coro Città dell’Aquila, il Coro del Teatro Marrucino di Chieti e l’Orchestra Filarmonica d’Abruzzo. Ha partecipato alla prima edizione del “Concerto di Natale della coralità di montagna” presso l’Aula di Montecitorio in Roma (2005). Tra i riconoscimenti più prestigiosi, si ricordano il primo premio nel Concorso Internazionale di polifonia sacra a Roma nel 1972, il primo premio al Concorso Regionale di Canto Popolare “Canti delle Lune” a Pescara (2006) e il primo premio al 3º Concorso Regionale A.R.C.A. nella sezione Polifonia a
Vasto (2012). Nel 2001 ha pubblicato un libro di canti tradizionali aquilani dal titolo “J’Abbruzzu” con il relativo CD (2003). 
Nonostante il sisma del 6 aprile 2009, che ha distrutto la sede, la Corale non ha mai interrotto l’attività e il 6 settembre ha partecipato all’evento diretto da Riccardo Muti con le altre istituzioni della città dell’Aquila. Ha eseguito, ad un anno dal sisma dell’Aquila, il “Requiem” di Mozart insieme al Coro dell’Accademia Nazionale di Santa Cecilia. Ha celebrato nel 2011 il Sessantesimo anno di ininterrotta attività artistica con il CD di Canti popolari abruzzesi “Te vojio revete’…”.
Nel 2013 ha ricevuto dall'Associazione Regionale Cori d'Abruzzo il premio alla carriera per l'intensa attività artistica svolta in Italia e all'estero. Nel 2014 ha vinto il primo premio al Festival Nazionale del Folklore Gran Trofeo Città di Ortona. 
Nel 2015 ha vinto il primo premio al Concorso Regionale del Folklore a Pescara. Nel 2017 pubblica la monografia "Massera";, omaggio a Mario Lolli contenente un doppio CD con brani noti e inediti d'autore in occasione del centenario dalla sua scomparsa. Nel 2018 vince il Primo Premio al 5º Festival Concorso dei Cori Folkloristici Pierino Liberati di Lanciano. 
Nel 2019 in occasione del Decennale del Sisma ha presentato il progetto “Top10Folk L’Aquila” commissionando la realizzazione di dieci video originali su brani del repertorio popolare. 
Nel 2021 festeggia 70 anni di ininterrotta attività con il conferimento del Sigillo della città dell'Aquila. 
Nel 2022 partecipa al grande Coro in occasione della storica visita di Papa Francesco a L'Aquila, nell'ambito della Perdonanza Celestiniana e partecipa alle principali manifestazioni insieme agli altri cori della città dell'Aquila. 
Nel 2023 partecipa al progetto "Gabriele D'Annunzio, maestro e musico" di ARCA Cori d'Abruzzo. 
La Corale Gran Sasso è diretta da Carlo Mantini.

## Repertorio
Il repertorio della corale è costituito da canti popolari, brani polifonici sacri e profani, brani sinfonico-corali e spirituals.

### Esibizioni rilevanti
- Georg Friedrich Händel, Messiah
- Luigi Boccherini, Stabat Mater
- Antonio Vivaldi, Gloria
- Franz Schubert, Messa in Sol
- Georg Friedrich Händel, Laudate Pueri
- Domenico Cimarosa, Magnificat
- Gioachino Rossini, Petite messe solennelle
- Nino Rota, Lo scoiattolo in gamba
- Gabriel Fauré, Requiem
- Luigi Cherubini, Requiem in do minore
- Joseph Haydn, Nelson-Messe in re minore
- Domenico Cimarosa, Requiem in sol minore
- Wolfgang Amadeus Mozart, Messa dell'Incoronazione in Do
- Wolfgang Amadeus Mozart, Requiem in re minore
- Virgilio Mortari, Planctus Mariae per soli, coro femminile, flauto e orchestra d'archi

## Premi e riconoscimenti
- 1954 - 1º Festival della canzone abruzzese a L'Aquila - 1º classificato[3]
- 1972 - Concorso polifonico internazionale di polifonia sacra a Roma - 1º classificato[3]
- 1975 - Premio di spiritualità alpina - Consegna del diploma della "Stella del Cardo"[3]
- 1984 - Concorso polifonico nazionale "Città di Castiglione del Lago" - 4º classificato[3]
- 1991 - Concorso nazionale corale città di Vittorio Veneto - 3º classificato[3]
- 2001 - Consegna targa ricordo dall'Istituzione Sinfonica Abruzzese per i cinquant'anni ininterrotti di attività[3]
- 2006 - Concorso regionale di canti popolari, premio "Canti delle Lune", Pescara - 1º classificato[3]
- 2012 - Concorso corale regionale ARCA - 1º classificato[4]
- 2014 - Gran Trofeo Città di Ortona - 1 classificato[5][6]
- 2015 - Concorso Regionale del Folklore a Pescara - 1 classificato
- 2018 -  5º Festival Concorso dei Cori Folkloristici Pierino Liberati di Lanciano - 1 classificato

## Tournée
- 1964 -  Tubinga
- 1973 -  Nuoro
- 1974 -  Anversa
- 1975 -  Marbella
- 1976 -  Annecy
- 1977 -  Nuoro
- 1978 -  Vienna
- 1978 -  Wilrijk
- 1979 -  Anversa
- 1980 -  Caracas
- 1981 -  Martigny

- 1982 -  Gijón
- 1983 -  Vienna
- 1984 -  Rennes
- 1985 -  Torino
- 1986 -  Figueira da Foz
- 1987 -  Monaco di Baviera
- 1987 -  Olsztyn
- 1988 -  Olsztyn
- 1988 -  Anversa
- 1989 -  Libourne
- 1990 -  Valladolid

- 1991 -  Rennes
- 1992 -  Figueira da Foz
- 1995 -  Valencia
- 1998 -  Tripoli
- 2000 -  Horsens
- 2001 -  Zamora
- 2004 -  Riga
- 2005 -  Quimper
- 2008 -  Martigny
- 2010 -  Bolzano
- 2011 -  Tartu

## Discografia
- 2003 CD "J'Abbruzzu" edito in proprio
- 2011 CD "Te Vojio reveté" edito in proprio
- 2017 Doppio CD "Masséra - Omaggio a Mario Lolli" - edito in proprio